# رده‌بندی سنی شبکه‌های تلویزیونی آمریکا
راهنمای رده‌های سنی شبکه‌های تلویزیونی آمریکا (به انگلیسی: TV Parental Guidelines) یک نظام رتبه‌بندی محتوای تلویزیونی است که توسط شبکه‌های تلویزیونی آمریکایی مورد استفاده قرار می‌گیرد. در تلویزیون آمریکا اکثر محتواهای پخش‌شده از شبکه‌های تلویزیونی رتبه‌بندی سنی می‌شوند و این رتبه‌بندی خانواده‌ها را راهنمایی می‌کند تا به راحتی برنامه‌های مناسب افراد خانواده خود را انتخاب کنند. این قانون در تاریخ ۱۹ دسامبر سال ۱۹۹۶ در کنگره آمریکا تصویب و در ۱ ژانویه سال ۱۹۹۷ بر روی شبکه تلویزیون‌ها قرار گرفت.

## معرفی رتبه‌بندی شبکه‌ها

### TV-Y
این برنامه به گونه ای طراحی شده است که برای همه کودکان مناسب باشد.

طراحی شده برای کودکان در تمام سنین. عناصر موضوعی به تصویر کشیده شده در برنامه‌هایی با این رتبه به‌طور خاص برای مخاطبان بسیار جوان، از جمله کودکان ۲ تا ۶ ساله طراحی شده است.

### TV-Y7
این برنامه برای کودکان ۷ سال به بالا طراحی شده است.

طراحی شده برای کودکان ۷ ساله و بالاتر. FCC بیان می‌کند که «ممکن است برای کودکانی که مهارت‌های رشدی لازم برای تمایز بین ساختگی و واقعیت را کسب کرده‌اند، مناسب‌تر باشد». عناصر موضوعی به تصویر کشیده شده در برنامه‌هایی با این درجه‌بندی حاوی خشونت خفیف فانتزی و کمدی است.
برنامه‌هایی که خشونت فانتزی ممکن است شدیدتر باشد.

برنامه‌هایی که توصیف‌گر محتوای «FV» دارند، «خشونت فانتزی» بیشتری نشان می‌دهند و عموماً خشن‌تر از سایر برنامه‌های دارای رتبه TV-Y7 هستند.

### TV-G
اکثر والدین این برنامه را برای همه سنین مناسب می‌دانند.

برنامه‌ها معمولاً برای همه مخاطبان مناسب هستند، اگرچه ممکن است لزوماً حاوی محتوای مورد علاقه کودکان نباشند. FCC بیان می‌کند که «این رتبه‌بندی نشان‌دهنده برنامه‌ای نیست که به‌طور خاص برای کودکان طراحی شده است، [و] بیشتر والدین ممکن است به کودکان کوچک‌تر اجازه دهند این برنامه را بدون حضور آن‌ها تماشا کنند». عناصر موضوعی به تصویر کشیده شده در برنامه‌های با این درجه‌بندی حاوی خشونت اندک یا بدون خشونت، زبان ملایم، و گفت وگوها یا موقعیت‌های جنسی کم است یا اصلاً وجود ندارد.

### TV-PG
این برنامه حاوی محتوایی است که ممکن است والدین برای کودکان کوچکتر نامناسب بدانند.

برنامه‌ها ممکن است حاوی محتوایی باشند که ممکن است والدین یا سرپرستان آن را برای کودکان کوچک‌تر نامناسب بدانند. برنامه‌هایی که دارای رتبه‌بندی TV-PG هستند ممکن است شامل ادبیات ناشایست و فحاشی، کمی محتوای جنسی، برخی گفتگوهای وسوسه‌انگیز یا خشونت متوسط باشد.

### TV-14
این برنامه حاوی محتوایی است که اکثر والدین آن را برای کودکان زیر ۱۴ سال نامناسب می‌دانند.

برنامه‌ها حاوی مطالبی هستند که ممکن است والدین یا سرپرستان بزرگسال آن را برای کودکان زیر ۱۴ سال نامناسب بدانند. FCC هشدار می‌دهد که «به والدین هشدار داده می‌شود در نظارت بر این برنامه کمی دقت کنند و به کودکان زیر ۱۴ سال اجازه تماشای بدون مراقبت ندهند». برنامه‌هایی با این رتبه‌بندی حاوی گفت‌وگوهای شدیداً تلقین‌کننده، ادبیات بسیار ناشایست، موقعیت‌های جنسی شدید یا خشونت شدید هستند.

### TV-MA
این برنامه حاوی محتوایی است که ممکن است برای کودکان نامناسب باشد.

این رتبه‌بندی در اصل قبل از بازبینی‌های اعلام‌شده در سیستم رتبه‌بندی در آگوست ۱۹۹۷، TV-M بود، اما به دلیل اختلاف در مورد علامت تجاری و به منظور رفع سردرگمی با رتبه‌بندی «M for Mature» ای‌اس‌آربی برای بازی‌های کامپیوتری تغییر کرد. این رتبه‌بندی به ندرت توسط شبکه‌های پخش عمومی یا ایستگاه‌های تلویزیونی محلی (به دلیل محدودیت‌های کمیسیون ارتباطات فدرال در محتوای برنامه‌ها) استفاده می‌شود، اگرچه معمولاً برای برنامه‌های تلویزیونی که در شبکه‌های کابلی خاص و شبکه‌های پخش برخط (مثل تلویزیون‌های اینترنتی) پخش و شامل محتوای معمولی و پورنوگرافی سافت‌کور هستند، اعمال می‌شود. برنامه‌هایی با این رتبه‌بندی ممکن است شامل ادبیات ناشایست و فحاشی، فعالیت جنسی صریح و خشونت تصویری باشد.
این سری از برنامه‌ها برای سنین پایین ۱۷ مناسب نیستند. در این سری برنامه‌ها، روابط جنسی به صورت محدود و در بعضی مواقع برهنگی دیده می‌شود ولی به صورت کامل اعمال نمی‌شوند.

## توصیف‌گرهای محتوا

مثالی از یک رتبه‌بندی، TV-14، به همراه تمام توصیف‌گرهای محتوا

با استناد به کمیسیون ارتباطات فدرال، از برخی نشان‌ها برای مشخص کردن این‌که «کدام مورد در این محتوا وجود دارد» از حروف الفبا استفاده می‌شود
- D - دیالوگ‌های نامناسب (بیشتر در رده‌بندی TV-MA)
- L - شوخی‌های زبانی و بزرگسالانه
- S - موقعیت‌های جنسی
- V - خشونت
- FV - خشونت فانتزی (استفاده اختصاصی در رده‌بندی TV-Y7)

بسته به نوع محتوای پیشنهادی ارائه شده در یک برنامه، حداکثر چهار توصیف کننده محتوا را می‌توان در کنار رتبه‌بندی اختصاص داده شده اعمال کرد. توصیفگر FV به دلیل استفادهٔ انحصاری برای رتبه‌بندی TV-Y7، که نمی‌تواند توصیفگر دیگری به جز FV داشته باشد، یک استثنا است. با افزایش رتبه‌بندی مربوط به سن، موضوعات محتوا به‌طور کلی فشرده تر می‌شوند. این توصیفگرها امکان ۴۴ ترکیب ممکن را برای کل رتبه‌بندی‌ها فراهم می‌کنند.[۱۴] توصیفگر «گفتگوی پیشنهادی» فقط برای برنامه‌های دارای رتبه TV-PG و TV-14 استفاده می‌شود، اما به ندرت TV-MA استفاده می‌شود. توصیفگر خشونت برای برنامه‌های TV-Y7 از اوت ۱۹۹۷ تا ایجاد توصیفگر 'FV' در اواخر همان سال استفاده شد. [15]
به‌طور غیررسمی، شبکه‌های تلویزیونی پخش و سندیکاتورها «E/I» (به‌طور مجزا به عنوان شناسه‌ای خاص برای برنامه‌های کودکان استفاده می‌شود) به‌عنوان توصیف‌گر محتوای غیررسمی برای برنامه‌های منتخب TV-Y، TV-Y7 و TV-G که برای پاسخگویی به نیازهای آموزشی و اطلاعاتی کودکان حداقل سه ساعت برنامه مطابق با E/I باید در هفته توسط هر شبکه تلویزیونی پخش شود، با معافیت‌ها و مقررات ضعیف تری که برای کانال‌های فرعی دیجیتال اعمال می‌شود. همه برنامه‌های E/I باید بین ساعت ۶:۰۰ صبح تا ۱۰:۰۰ شب پخش شوند
در حالی که توصیفگرها به‌طور خاص برای سیستم دستورالعمل‌های والدین توسعه داده شده‌اند، اپل تی‌وی (به‌جز برخی از افزونه‌های اشتراکی که از طریق بازار کانال‌های تلویزیون اپل فروخته می‌شوند) به جای آن، توصیف‌گرهای سیستم را برای فیلم‌های منتشرشده در سینما که تحت سیستم رتبه‌بندی اختصاصی انجمن تصاویر متحرک رتبه‌بندی می‌شوند، اعمال می‌کند. سایر توضیحات مشاوره محتوا (مانند سیستم مشاوره خاص تر مورد استفاده توسط خدمات کابلی ممتاز، از جمله مواردی که از طریق پلت فرم Apple TV فروخته می‌شوند). Hulu معمولاً رتبه‌بندی‌های روی صفحه و توصیف‌کننده‌های محتوا را به برنامه‌های اصلی و فیلم‌های دارای مجوز محدود می‌کند. رتبه‌بندی‌های روی صفحه برای سریال‌های تلویزیونی اصلی و دارای مجوز در افزونه‌های کانال ممتاز که از طریق Hulu به مشترکان تلویزیونی زنده و VOD فقط VOD و VOD/تلویزیون زنده آن فروخته می‌شوند، نشان داده می‌شود، البته نه در سریال‌های دارای مجوز از شبکه و شرکای توزیع.
به‌جای استفاده از توصیف‌کننده‌های محتوای پیش‌فرض، سرویس‌های پخش دیگر مانند Disney+, Max, Amazon Prime Video و Netflix (که دومی رتبه‌بندی‌ها و اطلاعات محتوایی را برای سریال‌های اصلی و برخی از سریال‌های دارای مجوز بر اساس سطح بلوغ کلی برنامه است، نه بر اساس اپیزود به بر اساس قسمت[۱۶]) ممکن است جزئیات مختصرتری از مطالب موضوعی در یک عنوان خاص در کنار رتبه‌بندی عنوان ارائه دهد.
به‌جای استفاده از توصیف‌کننده‌های محتوای پیش‌فرض، سرویس‌های پخش دیگر مانند Disney+, Max, Amazon Prime Video و Netflix (که دومی رتبه‌بندی‌ها و اطلاعات محتوایی را برای سریال‌های اصلی و برخی از سریال‌های دارای مجوز بر اساس سطح بلوغ کلی برنامه است، نه بر اساس اپیزود به بر اساس قسمت[16]) ممکن است جزئیات مختصرتری از مطالب موضوعی در یک عنوان خاص در کنار رتبه‌بندی عنوان ارائه دهد.

## طراحی
برای ۱۵ ثانیه اول هر برنامه رتبه‌بندی شده که نیم ساعت یا کمتر طول می‌کشد، یک نماد رتبه‌بندی بزرگ در گوشه سمت چپ بالای صفحه ظاهر می‌شود. قبلاً این یک طراحی مشترک با استفاده از یک نماد جهانی داشت، اما اکنون اغلب با نام تجاری و زبان طراحی شبکه همراه است یا برای برخی از سرویس‌های استریم مانند نتفلیکس، مکس و دیزنی پلاس، صرفاً رتبه‌بندی و جزئیات مطالب بالغ را در یک برنامه به‌طور مستقیم نشان می‌دهد. خط متن این نماد تا ژوئن ۲۰۰۵ بسیار کوچکتر بود و تنها به مدت ۷٫۵ ثانیه روی صفحه ظاهر شد. برای هر برنامه رتبه‌بندی شده که یک ساعت یا بیشتر اجرا می‌شود، در ابتدای هر نیم ساعت، یک رتبه‌بندی در گوشه سمت چپ بالای صفحه تلویزیون ظاهر می‌شود. از ژوئن ۲۰۰۵، بسیاری از شبکه‌ها در حال حاضر رتبه‌بندی را پس از هر وقفه تبلیغاتی، علاوه بر شروع برنامه، نمایش می‌دهند. نمادهای رتبه‌بندی قبلاً در ناحیه امن ۴:۳ ظاهر می‌شدند، حتی با ارائه طراحی HD ۱۶:۹، اما از آن زمان به گوشه تصویر ۱۶:۹ کشیده شده‌اند.